# Darío Restrepo Vélez
Darío Restrepo Vélez (Ciudad Bolívar, 1949) es un periodista y escritor colombiano.

## Biografía
Nació en Ciudad Bolívar (Antioquia). Participó en el Frente Unido del Pueblo de Camilo Torres Restrepo. Estudió teatro e hizo un posgrado en Ciencias Políticas en la Pontificia Universidad Javeriana. Fue periodista de El Tiempo, director de la revista Semana. Además fue consejero de comunicaciones del gobierno de César Gaviria y director de Inravisión. En 1993 participó en la dirección de la revista Cambio. Fue Director del sistema informativo de Citytv y El Tiempo Televisión.

## Reconocimientos
Ganó el Premio Nacional de Periodismo Simón Bolívar en 2009.